# Гифу (префектура)
Ги́фу (яп. 岐阜県 Гифу-кэн) — префектура, расположенная в регионе Тюбу на острове Хонсю, Япония. Площадь префектуры составляет 10 621,17 км², население — 2 043 174 человека (1 июля 2014), плотность населения — 192,37 чел./км². Административный центр префектуры — город Гифу.

## Административно-территориальное деление
В префектуре Гифу расположен 21 город и 9 уездов (19 посёлков и два села).

### Города
Список городов префектуры:
- Геро;
- Гифу;
- Гудзё;
- Кайдзу;
- Какамигахара;
- Кани;
- Мидзунами;
- Мидзухо;
- Мино;
- Минокамо;
- Мотосу;
- Накацугава;
- Огаки;
- Секи;
- Тадзими;
- Такаяма;
- Токи;
- Хасима;
- Хида;
- Эна;
- Ямагата.

### Уезды
Посёлки и сёла по уездам:
- Хасима;
  - Гинан;
  - Касамацу;
- Йоро;
  - Йоро;
- Фува;
  - Секигахара;
  - Таруи;
- Ампати;
  - Ампати;
  - Ваноути;
  - Годо;
- Иби;
  - Ибигава;
  - Икеда;
  - Оно;
- Мотосу;
  - Китагата;
- Камо;
  - Кавабе;
  - Сакахоги;
  - Сиракава;
  - Томика;
  - Хигасисиракава;
  - Хитисо;
  - Яоцу;
- Кани;
  - Митаке;
- Оно;
  - Сиракава.

## Символика
Эмблема префектуры была выбрана 10 августа 1932 года. Флаг префектуры не выбирался, но в качестве него традиционно используют зелёную эмблему префектуры на белом фоне.
Цветком префектуры был выбран китайский астрагал, деревом — тис остроконечный, птицей — тундряная куропатка, а рыбой — аю.